# Фансян
Фансян (на китайски: 方响; на пинин: fāngxiǎng) е музикален перкусионен инструмент от групата на пластинковите инструменти. Той се състои от 12 метални пластини, разположени в два реда върху рамка, подобно на маримбата. Всички пластини тук са с еднаква дължина, но колкото по-тънки са те, тонът им е по-нисък, а колкото са по-плътни, тонът име е по-висок. Звукът се произвежда посредством удари с чукчета по пластините. Инструментът има китайски произход, като най-широка употреба е имал в античната китайска дворцова музика. Използва се и в Корея, където го наричат „бангианг“.